# Хиллиер
Хи́ллиер (англ. Hillier) — озеро на юго-западе Австралии, на острове Мидл-Айленд. Примечательно розовым цветом воды. Озеро по краям окружено песком и эвкалиптовым лесом.
Остров и озеро были замечены во время экспедиции британского мореплавателя Мэтью Флиндерса в 1802 году. Как говорят, капитан Флиндерс заметил озеро, поднявшись на вершину острова.
В начале XX века в озере Хиллиер началась добыча соли, однако через шесть лет её прекратили.
Цвет воды озера является постоянным и не изменяется при отборе воды в отдельную ёмкость. Предполагалось, что причина розового цвета воды заключается в солёности и специфических микроорганизмах, обитающих в озере, однако тесты, проведённые в 1950 году, не подтвердили данных предположений. В 2016 году в рамках проекта Extreme Microbiome Project были проведены метагеномные исследования воды озера, которые выявили, что розовый оттенок воде действительно придаёт присутствие водоросли Дуналиелла солоноводная, а также организмов Salinibacter ruber, Dechloromonas aromatica и некоторых других видов архей.
Для туристов озеро Хиллиер — не самый удобный объект. Из-за отсутствия водной навигации в этом районе наиболее удобным способом добраться туда является воздушный транспорт, который не по карману большинству желающих увидеть необычный водоём.